# سوزان اورلئان
سوزان اورلئان (انگلیسی: Susan Orlean؛ زادهٔ ۳۱ اکتبر ۱۹۵۵) یک نویسنده و روزنامه‌نگار اهل ایالات متحده آمریکا است. او از سال ۱۹۹۲ در مجله نیویورکر به عنوان نویسنده مشغول فعالیت است و هم‌چنین با نشریاتی چون ووگ، رولینگ استون و اوت‌ساید همکاری دارد. او بیشتر به خاطر رمان دزد ارکیده شناخته می‌شود که در سال ۲۰۰۲ اسپایک جونز بر اساس این داستان، فیلم اقتباس را ساخت.